# عرافيت
عرافيت قرية في ناحية كنسبا التابعة لمنطقة الحفّة في محافظة اللاذقية. بلغ عدد سكانها 310 نسمة حسب تعداد عام 2004.